# Campionato Sul-Mato-Grossense 2023
Il Campionato Sul-Mato-Grossense 2023 è stata la 45ª edizione della massima serie del campionato sul-mato-grossense. La stagione è iniziata il 22 gennaio 2023 e si è conclusa il 30 aprile successivo.

## Stagione

### Novità
Al termine della stagione 2022, sono retrocesse in Segunda Divisão Águia Negra e União ABC. Sono state ammesse Operario de Caarapó e Novo.
Il Naviraiense non ha preso parte a questa edizione del campionato. Al suo posto, è stato ammesso l'Ivinhema.

### Formato
Le dieci squadre si affrontano dapprima in una prima fase, consistente in un due gironi da cinque squadre. Le prime quattro classificate di tali gironi, accederanno alla seconda fase che decreterà la vincitrice del campionato. Le due ultime classificate, invece, retrocedono in Segunda Divisão.
La formazione vincitrice potrà partecipare alla Coppa del Brasile 2024 e alla Copa do Nordeste 2024. Esclusi i club che sono già qualificati alle prime tre serie del campionato nazionale, la formazione meglio piazzata potrà partecipare alla Série D 2024.

## Risultati

### Prima fase

#### Gruppo A
|  | Pos. | Squadra      | Pt | G | V | N | P | GF | GS | DR  |
|  | ---- | ------------ | -- | - | - | - | - | -- | -- | --- |
|  | 1.   | Costa Rica   | 19 | 8 | 6 | 1 | 1 | 15 | 6  | +9  |
|  | 2.   | Operário-MS  | 15 | 8 | 5 | 0 | 3 | 13 | 8  | +5  |
|  | 3.   | Chapadão     | 13 | 8 | 4 | 1 | 3 | 11 | 10 | +1  |
|  | 4.   | Coxim        | 8  | 8 | 2 | 2 | 4 | 4  | 11 | -7  |
|  | 5.   | Comercial-MS | 2  | 8 | 0 | 2 | 6 | 4  | 12 | -18 |

Legenda:
      Ammessa alla seconda fase
      Retrocessa in Segunda Divisão 2024
Note:
Tre punti a vittoria, uno a pareggio, zero a sconfitta.

#### Gruppo B
|  | Pos. | Squadra             | Pt | G | V | N | P | GF | GS | DR |
|  | ---- | ------------------- | -- | - | - | - | - | -- | -- | -- |
|  | 1.   | Dourados            | 19 | 8 | 6 | 1 | 1 | 11 | 5  | +6 |
|  | 2.   | Ivinhema            | 11 | 8 | 3 | 2 | 3 | 14 | 9  | +5 |
|  | 3.   | Novo                | 11 | 8 | 3 | 2 | 3 | 11 | 10 | +1 |
|  | 4.   | Aquidauanense       | 10 | 8 | 3 | 1 | 4 | 9  | 15 | -6 |
|  | 5.   | Operario de Caarapó | 5  | 8 | 1 | 2 | 5 | 9  | 15 | -6 |

Legenda:
      Ammessa alla seconda fase
      Retrocessa in Segunda Divisão 2024
Note:
Tre punti a vittoria, uno a pareggio, zero a sconfitta.

### Seconda fase

#### Quarti di fase
| Squadra 1     | Totale | Squadra 2   | Andata | Ritorno |
| ------------- | ------ | ----------- | ------ | ------- |
| Aquidauanense | 1 – 2  | Costa Rica  | 1 – 0  | 0 – 2   |
| Chapadão      | 4 – 5  | Ivinhema    | 0 – 3  | 4 – 2   |
| Coxim         | 0 – 8  | Dourados    | 0 – 2  | 0 – 6   |
| Novo          | 3 – 4  | Operário-MS | 2 – 0  | 1 – 4   |

#### Semifinali
| Squadra 1   | Totale | Squadra 2  | Andata | Ritorno |
| ----------- | ------ | ---------- | ------ | ------- |
| Ivinhema    | 1 – 1  | Costa Rica | 0 – 1  | 1 – 0   |
| Operário-MS | 2 – 1  | Dourados   | 2 – 1  | 0 – 0   |

#### Finale
| Squadra 1   | Totale | Squadra 2  | Andata | Ritorno |
| ----------- | ------ | ---------- | ------ | ------- |
| Operário-MS | 1 – 1  | Costa Rica | 0 – 0  | 1 – 1   |